# Bielsko-Biała
Bielsko-Biała [ˈbjɛlskɔˈbjawa] (tyska: Bielitz-Biala, tjeckiska: Bílsko-Bělá) är en stad i Schlesiens vojvodskap i södra Polen vid floden Biała. Bielsko-Biała har en yta på 124,51 km² och omkring 175 000 invånare. Hela storstadsområdet har 880 000 invånare. Staden grundades omkring år 1312. Staden har ett universitet.